# Ortezia egregia
Ortezia egregia là một loài tò vò trong họ Ichneumonidae.